# 张惠兰
张惠兰（1918年—），女，山东烟台人，中国护理专家，曾任日坛医院总护士长、护理部主任，第五、六、七届全国政协委员。

## 家庭
妹妹张惠莲。